# 珀尔·维什林顿
塞西尔·珀尔·维什林顿·科尔尼奥利，CBE（英語：Cecile Pearl Witherington Cornioley， 1914年6月24日—2008年2月24日）是第二次世界大战期间英国特别行动处的一名女特工。 她生于巴黎，父母都是英国人。

## 战时事迹
珀尔·维什林顿在法国长大，但是英国人。1940年5月德国入侵法国时，她受雇于巴黎的英国大使馆，并且同亨利·科尔尼奥尔（Henri Cornioley，1910年–1999年）订婚。她同母亲与三个姐妹于1940年12月逃离了纳粹占据的法国，并且最终达到伦敦。在伦敦，她在空军部（Air Ministry）找了一份工作。她下定决心要打回德国占领下的法国，于1943年6月8日加入了英国特别行动处（Special Operations Executive，缩写为SOE）。在训练中，她表现得非常出色，获得过“最佳射手”的赞誉。
1943年9月22日，维什林顿使用了化名“玛丽”（Marie），跳伞空降至法国被占领区。在那里，她加入了莫里斯·索斯盖特（Maurice Southgate）领导的地下情报站。在随后的超过八个月的时间里，她担当索斯盖特的信使。
1944年5月，盖世太保逮捕了索斯盖特，并在随后将其关押至布痕瓦尔德集中营。维什林顿成立并领导了新的抵抗组织“摔跤手”。她使用了一个新的化名叫波利娜（Pauline），并活跃于瓦朗塞-伊苏丹-沙托鲁（Valencay–Issoudun–Châteauroux）这个三角地带。在她的未婚夫亨利·科尔尼奥利的帮助下，她重组了抵抗组织，并且有超过1500名的马基游击队员参加了进来。诺曼底登陆时，他们在攻击德军中发挥了重要作用。他们对德军的打击如此富有成效，以致纳粹政权悬赏100万法郎取她的人头。在一场14个小时的战斗中，德军甚至还命令2000人炮攻她的武装力量。科尔尼奥利说：
|  | “我们在（1944年）6月11日早上8点遭到2000名德军的攻击。只有一小部分马基游击队员，包括将约40人都装备很差并且未受过训练，投入这场惨烈的战斗中。后来有附近的约100名马基游击队员前来应援。” |

她记录那场战斗持续了14个小时，德军损失86人，马基游击队员损失24人，并且还包括“被射中的平民以及受伤不治的成员”。她撤退到一片麦田中直到德军离开。正当德军在粉碎她的队伍得手时，她迅速重新组织了起来并发动了大规模的游击冲锋，在她的活动区域内，对德军送往前线的纵队造成了有效打击。最终她领导的力量共歼灭1000德军士兵，而自己损失甚小，使法国南部到诺曼底的重要铁路线中断超过800次。她还受降了18000人的德国军队。

## 荣誉
战后，维什林顿获推荐授予军功十字勋章，但是作为女性她没有资格获此嘉奖，所以以员佐勋章MBE（民事类）代替。维什林顿拒绝了这一奖章并冷淡的评论说“我做的远比平民多得多。我不是整天坐在桌子后面工作。”她接受了军事类员佐勋章MBE，最近几年又获得了司令勋章CBE。她还是法国荣誉军团勋章获得者。
2006年4月，在超过一甲子的等待，维什林顿获得了皇家空军的翼型勋章，她认为这比MBE和CBE更加荣耀。她完成了三次跳伞，第四次是军事任务。
“但是大家都是完成四次训练跳伞，第五次才是军事行动——你才能在五跳之后得到你的翼型勋章”，维什林顿说。“所以我63年来一直向可以听我诉说的人抱怨我一直都没被提名，因为我觉得这是不公平的。”

## 个人生活
1944年9月，维什林顿返回英格兰。1944年10月26日，她与亨利·科尔尼奥利在肯辛顿注册结婚。他们有一个女儿，叫克莱尔（Claire）。
在记者埃尔维·拉洛克（Hervé Larroque）的帮助下，维什林顿的自传《波利娜》（Pauline，ISBN 978-2-9513746-0-7）于1997年出版。更多的她的战事事迹可以在Behind Enemy Lines with the SAS（2007年英格兰Pen and Sword出版社出版）这本书中找到。
据说塞巴斯提安·福克斯（Sebastian Faulks）的小说《夏洛特·格雷》（Charlotte Gray）的创作灵感就来源于维什林顿的故事，尽管福克斯在一次卫报的采访中予以否认。该小说于2001年被改编为同名电影，由凯特·布兰切特主演。
她以93岁的高寿在位于法国卢瓦尔河流域的退休居所中逝世。